# تشارلز فاي
تشارلز فاي (بالألمانية: Charles August Fey)‏ (و. 1862 – 1944 م) هو مخترع، وشخصية أعمال من ألمانيا، والولايات المتحدة، ولد في فورينغن، توفي في سان فرانسيسكو، عن عمر يناهز 82 عاماً.